# Frente de Liberación de Macina
El Frente de Liberación del Macina (FLM), también llamado la katiba Macina o Frente de Liberación de Masina es grupo armado salafista yihadista que opera en Malí conectado con Ansar Dine que aparece en enero de 2015 fundado por Amadou Koufa (1961-2018).

## Fundación
El nombre de « Frente de Liberación de Macina » parece tener un origen exterior a los yihadistas, el grupo se da oficialmente el nombre de « katiba Macina ». El grupo estaría compuesto por antiguos combatientes del MUJAO, mayoritariamente peuls.
El FLM está relacionado con Ansar Dine, el 18 de mayo de 2016 pública su primero vídeo en la cual anuncia su afiliación al grupo de Iyad Ag Ghali. El FLM está ligado particularmente con la katiba Khalid Ibn Walid, otra brigada de Ansar Dine activa en el sur de Malí. Según la DGSE maliense, un peul llamado Hassan Dicko y apodado "Abou Leila" haría el vínculo entre ambos grupos. Considerado como el brazo derecho de Amadou Koufa, es arrestado el 5 de septiembre de 2015.

## Historia

### Contexto
En marzo de 2012, el presidente de Malí Amadou Toumani Touré fue derrocado en un golpe de Estado por su manejo de una insurgencia en el norte de Malí. Como consecuencia de la inestabilidad que siguió, las tres ciudades más grandes del norte de Malí (Kidal, Gao y Tombuctú) fueron invadidas por una mezcla de nacionalistas islamistas y Tuareg. En julio, los tuaregs fueron expulsados por sus antiguos aliados y la zona pasó a estar dominada por grupos jihadistas: Al-Qaeda en el Magreb Islámico (AQIM), Ansar Dine y los Movimiento para la Unicidad y la Yihad en África Occidental (MUJAO).

### Inicios
El fundador del grupo fue Amadou Koufa, un morabita que en enero de 2013 formaba parte del grupo que planificó la ofensiva sobre Konna. Fueron expulsados por las fuerzas francesas días después, inicio de una intervención militar liderada por Francia conocida como Operación Serval. Sin embargo, algunos combatientes pudieron retirarse a escondites en las montañas o desiertos y reagruparse. Los veteranos étnicos Fulani del conflicto constituyen el núcleo del grupo. Los Fulani representan alrededor del 9 por ciento de la población de Mali, pero son localmente dominantes en la Región de Mopti, que fue el centro del estado islámico del Macina liderado por los Fulani en el siglo XIX.
El Frente de Liberación de Macina saltó a la fama por primera vez en enero de 2015, cuando se atribuyó la responsabilidad de una serie de ataques en el centro y sur de Malí. 
El grupo ha sido responsable de ataques contra fuerzas de paz de las Naciones Unidas, tropas francesas y fuerzas del gobierno de Malí, así como contra civiles.
En marzo de 2017, Amadou Kouffa apareció en un vídeo, junto a líderes de la rama saharaui de AQIM, Al-Mourabitoun y Ansar Dine, en el que se anunció que fusionarían sus organizaciones en un grupo llamado Jama'at Nasr al-Islam wal Muslimin.
Koufa fue abatido en noviembre de 2018 por las Fuerzas Armadas Malienses con apoyo de las fuerzas francesas. Sin embargo, en febrero de 2019, France 24 informó que había obtenido un vídeo de 19 minutos de duración que parecía mostrarlo con vida.
El jefe militar es Mahmoud Barry, apodado Abou Yehiya. Este último fue arrestado por la DGSE maliense el 26 de julio de 2016 entre Nampala y Dogofry.
Otro jefe del grupo, Bekaye Sangaré, fue muerto por la guardia nacional maliense en Mougna, cerca de Djenné, el 14 de julio de 2017.

### Efectivos
A finales de 2015, la DGSE maliense estima que el FLM cuenta con 170 hombres, principalmente peules. En el mismo periodo, el general francés François Labuze, jefe de la fuerza Barkhane en Malí, estima que el FLM no cuenta con más de algunas decenas de hombres. Le Monde, en mayo de 2016, habla 200 hombres.

## Vínculos con otros grupos
El 10 de enero de 2020 se produjeron enfrentamientos armados entre miembros leales a Amadou Koufa y algunos disidentes cerca de la comuna de Dogo dentro del Frente de Liberación de Macina. Varios puntos de desacuerdo han llevado a una facción de disidentes afiliada a Mamadou Mobbo a criticar a Amadou Kouffa por la mala gestión de los recursos naturales. Como resultado de estos enfrentamientos murieron dos combatientes de Katiba Macina.
Mamadou Mobbo es uno de los que ayudó a Amadou Koufa a legitimar su lucha en Macina, una región de la que Koufa no es originario. En un vídeo publicado a finales de enero, el grupo de combatientes liderados por Mamadou Mobbo desertó jurando lealtad al Estado Islámico y su califato Abu Ibrahim al-Hachimi al-Qourachi, buscando así el reconocimiento del Estado Islámico.

## Acciones
El grupo aparece en 2015 con el ataque de Nampala el 5 de enero, después del ataque de Ténenkou el 16 de enero. Con Ansar Dine, el grupo cuenta extender la insurrección yihadista al sur de Malí.
En un informe publicado el 14 de abril de 2015, Human Rights Watch acusa el grupo de haber ejecutado sumariamente al menos cinco civiles.
El 10 de agosto de 2015 Souleyman Mohamed Kennen, próximo a Amadou Koufa, igualmente ligado a Al-Mourabitoune, reivindica el ataque al hotel Biblos de Sévaré. Para RFI, estas dos reivindicaciones parecen indicar que hay pasarelas entre los diferentes grupos yihadistas.
El 23 de noviembre de 2015 el FLM reivindica el atentado del Radisson Blu de Bamako que afirma haber llevado a cabo con el apoyo de Ansar Dine; el grupo declara que cinco hombres han participado en el ataque, que dos han muerto y que tres han logrado escapar. Sus declaraciones son sin embargo contradictorias a las de Al-Mourabitoune, que había reivindicado igualmente el ataque tres días antes.
El 8 de marzo de 2016, un colectivo que reagrupa a responsables gubernamentales, electos locales, jefes religiosos, asociaciones y notables, afirma haber logrado, tras varias semanas de negociaciones y de una «campaña de sensibilización», convencer a 200 jóvenes de abandonar las filas yihadistas. Se trataría según ellos esencialmente de miembros del Frente de liberación del Macina en la región de Mopti.
La katiba Macina reivindica el ataque de Nampala el 19 de julio de 2016.
En abril de 2017 el director de la policía antisecuestro de Colombia asegura que el Frente de Liberación de Macina tiene secuestrada a la religiosa colombiana Cecilia Narváez de las Hermanas Franciscanas de María Inmaculada, raptada el 7 de febrero por hombres armados en la población de Karangasso, a 300 kilómetros al este de Bamako donde trabajaba en un centro de salud.
En noviembre de 2018 se informó que el grupo obligó al cierre de más de 20 escuelas públicas en las ciudades de Sebete y Toubacoro a 200 kilómetros al norte de Bamako. Una parte del profesorado que trabaja en esas escuelas se vio obligada a abandonar la región por miedo a represalias. También en noviembre de 2018 se confirmó que su fundador Amadou Koufa fue abatido en fechas similares.